# Polak na Łotwie
Polak na Łotwie (łot. Polis Latvijā) – polskojęzyczny kwartalnik ukazujący się na Łotwie, przeznaczony dla Polaków mieszkających w tym kraju. 

## Historia
Twórcą, wieloletnim redaktorem naczelnym i redaktorem honorowym pisma był Michał Bartuszewicz. Obecnie w skład zespołu redakcyjnego wchodzą  Ryszard Stankiewicz, Krystyna Kunicka i Stanisław Januszkiewicz.